# Lányi Bertalan
Jakobi Lányi Bertalan (Hibbe, Liptó vármegye, 1851. március 21. – Budapest, 1921. február 15.) jogász, igazságügyminiszter, az I. osztályú vaskorona rend tulajdonosa, a Szent István jeles rend vitéze, a katonai és polgári jubileumi emlékérem, a polgári jubileumi kereszt tulajdonosa, valóságos belső titkos tanácsos, jogtudós és jogi szakíró. Számos cikke jelent meg hírlapokban és a jogi szaklapokban, illetve több cikket is írt a Pallas nagy lexikonába.

## Életpályája
Ősrégi Liptó vármegyei nemesi család sarja; a családi neve az összetett alakban (Jakobi-Lányi) már nemesként 1666. december 17-én szerepelt, amikor felmenője, "Jacobey-Lány Márton" adományban részesült. Apja, kaposztafalvi Jakobi Lányi Péter (1816–1898), Liptó vármegye szolgabírája, anyja, benedekfalvi Luby Rozália (1830–1912) volt. Iskoláit Liptóújváron, Késmárkon, Miskolcon, Iglón és Eperjesen végezte.
Tanulmányainak befejezése után a kir. kincstári jogügyek igazgatóságánál mint fogalmazógyakornok nyert alkalmazást. 1873-ban letette a köz- és váltóügyvédi vizsgát. 1884-ben Rimaszombatban törvényszéki bíró lett. 1889-ben a budapesti kir. ítélőtáblához kisegítő bírónak hívták be, 1890-ben pedig ugyanoda rendes bíróvá nevezték ki. Részt vett a bányatelekkönyvi rendtartás kidolgozása végett 1890 folyamán megtartott szaktanácskozáson, utóbb pedig megbízást kapott a bányajogi kodifikáció alapelveinek rendszeres kidolgozására. 1891 és 1895 között az Igazságügyi Minisztérium törvényelőkészítő osztályán dolgozott mint Szilágyi Dezső miniszter egyik közvetlen munkatársa.
Tagja volt annak a szaktanácskozásnak, amely 1892–93-ban a sommás eljárásról szóló törvény tervezetét tárgyalta, amikor pedig a javaslat törvényerőre emelkedett, Szilágyi igazságügyminiszter megbízta a törvény életbeléptetésére és végrehajtására vonatkozó munkálatokkal. A miniszter megbízásából hosszabb tanulmányutat tett Németországban és Svájcban; elkészítette az új ügyviteli szabályok és a többi életbeléptetési és végrehajtási rendeletek tervezeteit. Ugyancsak a miniszter megbízásából gyakorlati kézikönyvet írt. Ő dolgozta ki az osztrák igazságügyminiszter megbízottjával együtt a Konstantinápolyban felállítandó konzuli főtörvényszék szervezeti szabályzatát, valamint a többi életbeléptetési és végrehajtási rendeletek tervezeteit. 1895-ben miniszteri tanácsossá nevezték ki.
1883 és 1886 között a felügyelője volt a hibbei evangélikus egyháznak, 1893-ban pedig bírája lett a Magyarhoni Ágostai Hitvallású Evangélikus Egyház egyetemes törvényszékének. 1889-től tagja volt a budapesti ügyvédi vizsgabizottságnak.
Az irodalommal korán kezdett foglalkozni. 1867-től több cikket irt a Képes Ujság és Jó barát című lapokba. 1872-ben a társszerkesztője volt az Eperjesen megjelent, ottani első magyar lapnak, a Felvidéki Lloydnak. Nagy része volt az 1877-ben Liptószentmiklóson megjelent, ottani első magyar lap, a Tátravidéki Híradó alapításában és szerkesztésében. Fiatalabb éveiben a zenét is kultiválta. Több szerzeménye nyomtatásban is megjelent, közülük nagyobb figyelmet keltett a Búcsú és Viszontlátás című zenekölteménye, amely 1870-ben jelent meg.
1895-től a törvényelőkészítő osztály vezetője volt. 1905–1906-ban a Szabadelvű Párt híveként országgyűlési képviselő volt. 1905. június 18-tól 1906. április 2-ig az igazságügyminiszteri posztot töltötte be Fejérváry Géza ún. darabont kormányában. Részt vett számos fontos törvényjavaslat előkészítésében. Részt vett a Fodor Ármin-féle Magyar magánjog megalkotásában (tulajdonjog) (Bp., 1897–1905).

## Emlékezete
Sírja Budapesten a Farkasréti temetőben található. (69/4 parcella, 172. fülke). 2004 óta védett.
60/4, N/A, N/A, 172 fülke

## Házasságai és gyermekei
Első neje, Thomann Júlia (1853–1875), Thomann Johann lánya volt. Házasságukból származott: 
- Lányi Rózsa (1875–1924).

Második felesége, vitálisfalvi és sztosházi Vitalis Gizella  (1857.–Budapest, 1890. május 25.) úrnő volt. Vitális Gizella szülei vitálisfalvi és sztosházi Vitális Antal (1828–1910), Liptó vármegyei nagybirtokos, árvaszéki elnök, és Pottornyay Rózsa (1819–1876) voltak. Lányi Bertalan és Vitális Gizella házasságából született:
- Lányi Márta (Liptószentmiklós, 1879. április 29.–Budapest, 1964. június 2.).[11] Férje: hazslini Hazslinszky Géza (Eperjes, 1861. augusztus 2.–Budapest, 1928. április 15.), királyi törvényszéki elnök.[12]
- Lányi Gyula (1881–1892).[13]
- Lányi Valéria (1882–1974), ghiczi, assa- és ablanczkürthi Ghyczy Miklós (1869–1930), mérnök, helyettes államtitkár felesége.[14]

A harmadik házastársát, a zalamegyei nemesi csáfordi Csillagh családból való csáfordi Csillagh Mária Matild Szidónia (*Bekeháza, 1864. március 13.–†Budapest, 1906. április 30.) úrnőt, iszkázi dr. Árvay István (1854–1887) ügyvédnek az özvegyét, Zalaegerszegen 1894. április 9-én vette feleségül. Csillagh Mária szülei csáfordi Csillagh László (1824–1876) Zala vármegye alispánja, országgyűlési képviselő és koronghi és tropóczi Gombosy Judit (1827–1892) voltak. Az apai nagyszülei csárfordi Csillagh Lajos (1789–1860) zalai alispán, földbirtokos és nemes Koppány Borbála (1801–1880) voltak. Az anyai nagyszülei koronghi és tropóczi Gombossy Pál (1771–1844) táblabíró, földbirtokos és farkaspatyi Farkas Julianna (1789–1847) voltak.

## Főbb művei
- Az ügyvéd mint meghatalmazott (1879)
- Az elidegenítési és terhelési tilalom (1889)
- Az átadás, mint az ingókra vonatkozó tulajdonszerzés kelléke (jogászgyűlési vélemény, 1889)
- A bányászati célokra kisajátított területek telekkönyvezése, különös tekintettel a bányavasutakra (1890)
- A bányamívelési jog önállósága szemben a földtulajdonnal (1891) Online
- A sommás eljárásról szóló törvényjavaslat igazságügyi politikai jelentősége és alapelvei (Bp., 1892)
- Útmutatás a sommás eljárásról és a fizetési meghagyásokról szóló törvények gyakorlati alkalmazására (1894 és 1895)
- A bányajog alapelvei tekintettel a kodifikációra (Bp., 1897)
- A családi hitbizományok reformjának jogászi szempontjai (Bp., 1899)
- A bányatörvényjavaslat előadói tervezete (Bp., 1903)
- Ex-lex (Bp., 1903)
- A Fejérváry-kormány kormányzatpolitikai és alkotmányjogi megvilágításban (Bp., 1909) Online